# Asado de tira

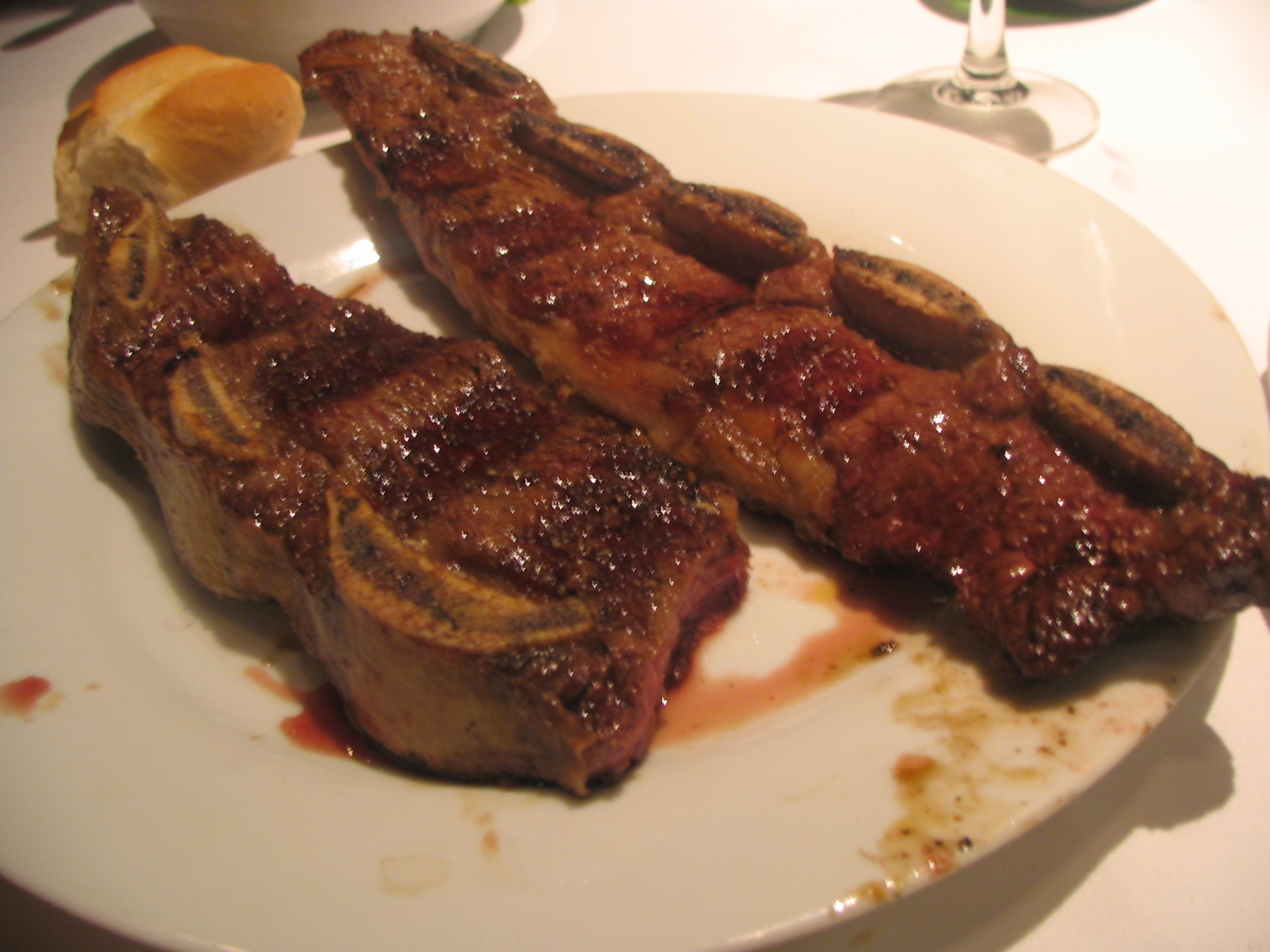
Asado de tira cocido a la parrilla

El asado de tira, tira de asado, tira de costilla, costilla en tira, costilla cargada o simplemente, asado, es un corte de carne roja. Se originó en el frigorífico The River Plate Flesh Meat Company, ubicado en Campana, hoy en el norte de la región metropolitana de Buenos Aires, en 1882.
En este corte, el costillar del animal se secciona de forma transversal, formando "tiras", por lo que el corte incluye trozos de hueso.
De la sección del costillar más cercana a la columna vertebral se extraen los cortes conocidos genéricamente como chuletas, "costeleta", "bife ancho/angosto" (con hueso), "costilla redonda", "costilla sin lomo" y "costilla con lomo" o "T-bone steak". De la siguiente sección del costillar se extrae el asado y, de la tercera sección, el corte conocido como "falda" o "kronfleisch".
El asado de tira es un corte habitual en las parrilladas de Argentina y de Uruguay. La carne del costillar está infiltrada de grasa lo que, junto con la médula de las celdillas óseas, otorga a la carne un sabor y aroma particulares. A la grasa de este corte se la denomina grasa de pella.
El costillar puede cortarse en tiras de distinto tamaño. A la tira con poco ancho de hueso se le denomina “tira angosta” y su espesor es inferior a los 5 centímetros. La “tira ancha”, en cambio, tiene un espesor superior a los 5 centímetros. Los cortes de más de 10 centímetros de ancho son poco frecuentes.
El grosor de cada costilla indica la edad del animal: cuanto más anchas, mayor la edad. Por ello, muchos cocineros prefieren costillas de huesos pequeños con forma redondeada, lo que indica que el animal es joven y la carne más tierna.

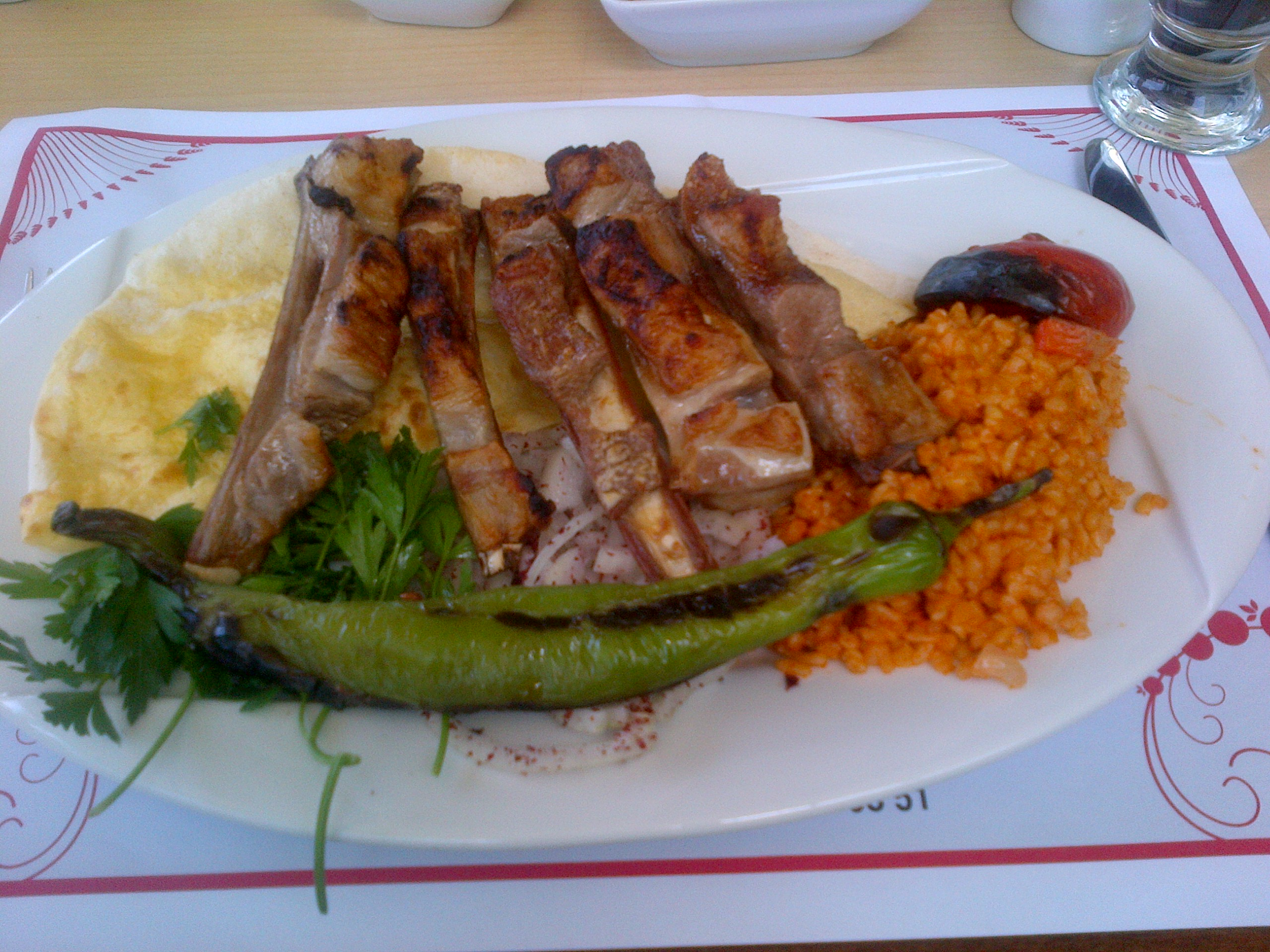
"Kaburga" o asado de tira de cordero a la turca.